# The Very Best of 10cc
The Very Best of 10cc var et "best of" album, der blev udsendt af 10cc i 1997 og nåede nr. 37 på den engelske hitliste. Den blev udgivet på Mercury Records.

## Spor
1. Donna
2. Rubber Bullets
3. The Dean And I
4. The Wall Street Shuffle
5. Silly Love
6. Life is a Minestrone
7. Une Nuit a Paris
8. I'm Not in Love
9. Art For Art's Sake
10. I'm Mandy, Fly Me
11. The Things We Do For Love
12. Good Morning Judge
13. People In Love
14. Under Your Thumb
15. Wedding Bells
16. Neanderthal Man